# Neostorena victoria
Neostorena victoria är en spindelart som beskrevs av Rudy Jocqué 1991. Neostorena victoria ingår i släktet Neostorena och familjen Zodariidae.
Artens utbredningsområde är Victoria, Australien. Inga underarter finns listade i Catalogue of Life.